# 구니타치시
구니타치시(일본어: 国立市)는 일본 도쿄도에 있는 시이다.

## 지리
도쿄도 중앙부에 위치한다. 서쪽으로 다치카와시, 남쪽으로 히노시, 북쪽으로 고쿠분지시, 동쪽으로 후추시와 접한다.
도시는 역사적으로 에도와 가이국의 고후를 연결하는 고슈 가도의 길목에 놓여 있었다. 구니타치는 폭이 넓은 중심가인 다이가쿠도리로 알려져 있었다. 벚나무가 심어져 있는 가로수길이 주오선의 구니타치역에서 다마강 기슭을 향해 뻗어 있다.

## 역사
구니타치시는 1967년 1월 1일에 성립되었다. 신사인 야호텐만구가 903년에 구니타치에 세워졌다.
- 1967년 1월 1일 - 시제 시행으로 구니타치시가 성립하였다.
- 1929년 - 야호역이 신설되었다.
- 1932년 - 야가와역이 신설되었다.

## 교육
- 히토쓰바시 대학
- 구니타치 음악대학

## 인구
| 연도 | 인구   | ±%      |
| ---- | ------ | ------- |
| 1920 | 2,611  | —       |
| 1930 | 3,814  | +46.1%  |
| 1940 | 10,052 | +163.6% |
| 1950 | 14,679 | +46.0%  |
| 1960 | 32,609 | +122.1% |
| 1970 | 59,709 | +83.1%  |
| 1980 | 64,144 | +7.4%   |
| 1990 | 65,833 | +2.6%   |
| 2000 | 72,187 | +9.7%   |
| 2010 | 75,510 | +4.6%   |
| 2020 | 77,130 | +2.1%   |